# Cantiere navale di Ancona
Il cantiere navale di Ancona le cui origini si perdono nei secoli passati, costituisce un importante stabilimento di costruzione e riparazioni navali della città che insieme agli stabilimenti CRN S.p.A. del Gruppo Ferretti fanno di Ancona un centro importante della cantieristica italiana.

## Le origini

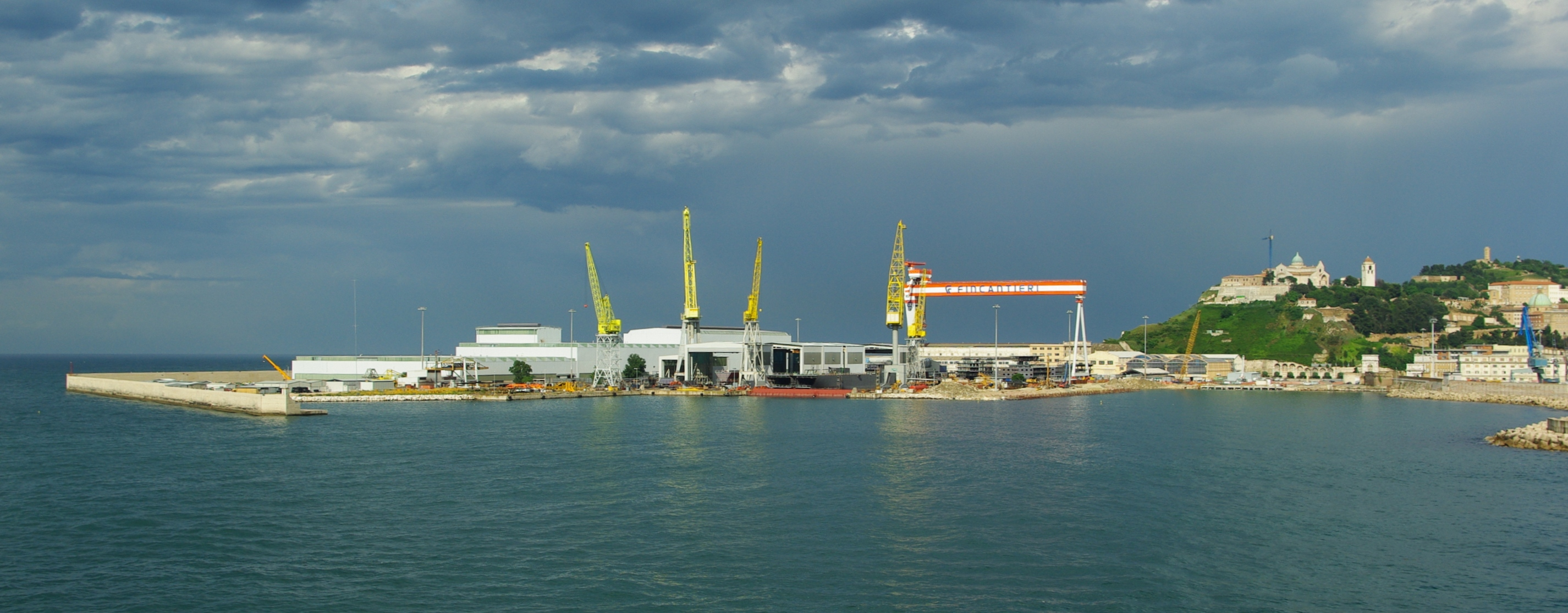
Cantiere navale di Ancona

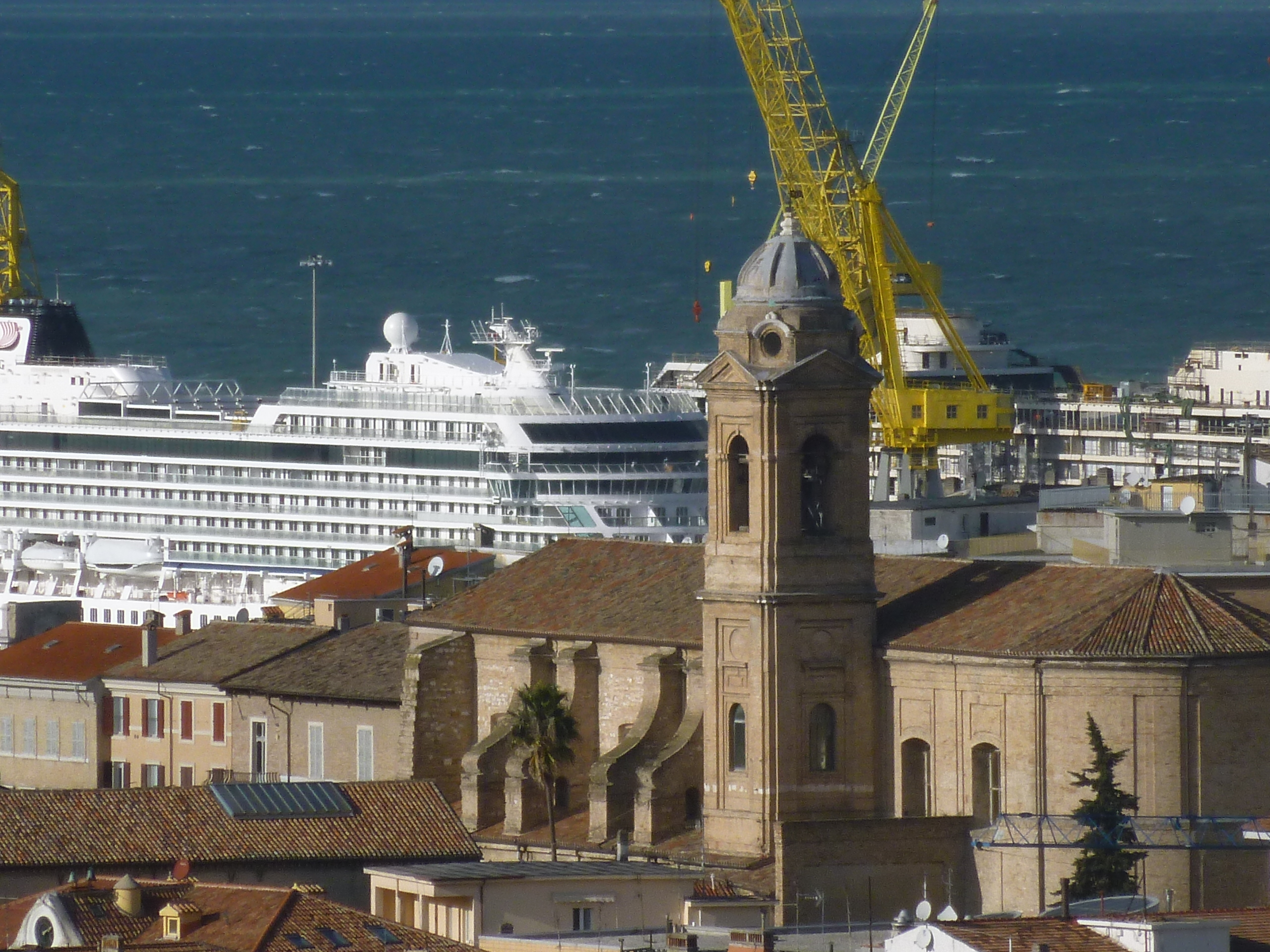
Navi da crociera in costruzione al cantiere, viste dai tetti dei palazzi del centro

Nella città di Ancona sin dall'epoca dell'imperatore Traiano si costruivano navi e poi, dopo l'interruzione dell'alto Medioevo, le realizzazioni proseguirono per tutto il periodo della repubblica marinara di Ancona.
La valentìa dell'arsenale dorico è testimoniata dal fatto che, quando, nel 1367, papa Urbano V, allora residente ad Avignone, decise di rientrare in Italia e il 30 aprile prese la via di Marsiglia, qui trovò 23 galee inviate dalla regina Giovanna di Napoli, dai Veneziani, dai Genovesi, dai Pisani e dagli Anconitani per fargli da scorta nel suo rientro a Roma. Tra le tante navi delle città marinare andate ad incontrarlo, il pontefice scelse di imbarcarsi proprio sulla galea di Ancona e a bordo di questa intraprese il suo viaggio, approdando il 3 giugno, con tutto il suo seguito (solo tre cardinali francesi si rifiutarono di accompagnarlo), a Corneto, sulla costa laziale, accolto dal cardinale Albornoz, da tutti i Grandi dello Stato Pontificio e da una moltitudine di popolo esultante, che da giorni aveva dormito in spiaggia per non perdersi lo storico avvenimento.
Narra il cronista anconitano Oddo di Biagio. nel 1367:
Il 5 settembre 1370, papa Urbano V, in quello stesso porto di Corneto dov'era approdato tre anni prima, s'imbarcò nuovamente sulla galea anconetana, scortato dalle navi inviategli dai re di Francia e d'Aragona, dalla regina di Napoli e di Pisa. Il 16 dello stesso mese sbarcò a Marsiglia, il 24 fece il suo solenne ingresso in Avignone. Ma nemmeno due mesi dopo si ammalò gravemente e il 19 dicembre dello stesso anno morì.
Nel 1377 l'onorifica preferenza venne accordata anche ad un'altra galea, comandata dall'anconetano Nicolò di Bartolomeo Torriglioni, quando papa Gregorio XI riportò definitivamente la corte pontificia dalla Francia in Italia.

## L'età moderna
Il cantiere navale moderno nacque nel 1843, quando la città di Ancona faceva parte dello Stato Pontificio. La città, insieme al resto delle Marche e all'Umbria, in seguito ad un plebiscito tenutosi nel novembre 1860, entrò a far parte del Regno d'Italia costituitosi il 17 marzo 1861 ed assunse un ruolo militare notevole nella compagine difensiva del giovane regno: fu una delle cinque piazzeforti di prima classe, insieme a Torino, La Spezia, Taranto e Bologna. In quel periodo i cantieri navali dorici vissero un momento di grande sviluppo, essendo la città la principale base navale in Adriatico, in quanto Venezia e Trieste facevano ancora parte dell'Impero austriaco.
Nel 1866, in seguito alla terza guerra di indipendenza, il Veneto entrò a far parte del Regno d'Italia e molte delle attività cantieristiche vennero trasferite all'Arsenale di Venezia, sito in posizione più strategica rispetto ad Ancona, per i cui cantieri iniziò una fase di declino.

## Dalle Officine e Cantieri Liguri-Anconetani ai Cantieri Navali Riuniti
Nel 1897 Rodolfo Hofer, uno dei componenti del consiglio d'amministrazione della società Navigazione Generale Italiana, una compagnia di navigazione che andava affermandosi sul finire del secolo, acquisì il cantiere navale del Muggiano, che aveva chiuso la sua attività nel 1893, costituendo la "Società Anonima Cantiere Navale Del Muggiano", che, nel 1899, acquisendo il Cantiere navale di Ancona darà vita alle Officine e Cantieri Liguri-Anconetani.

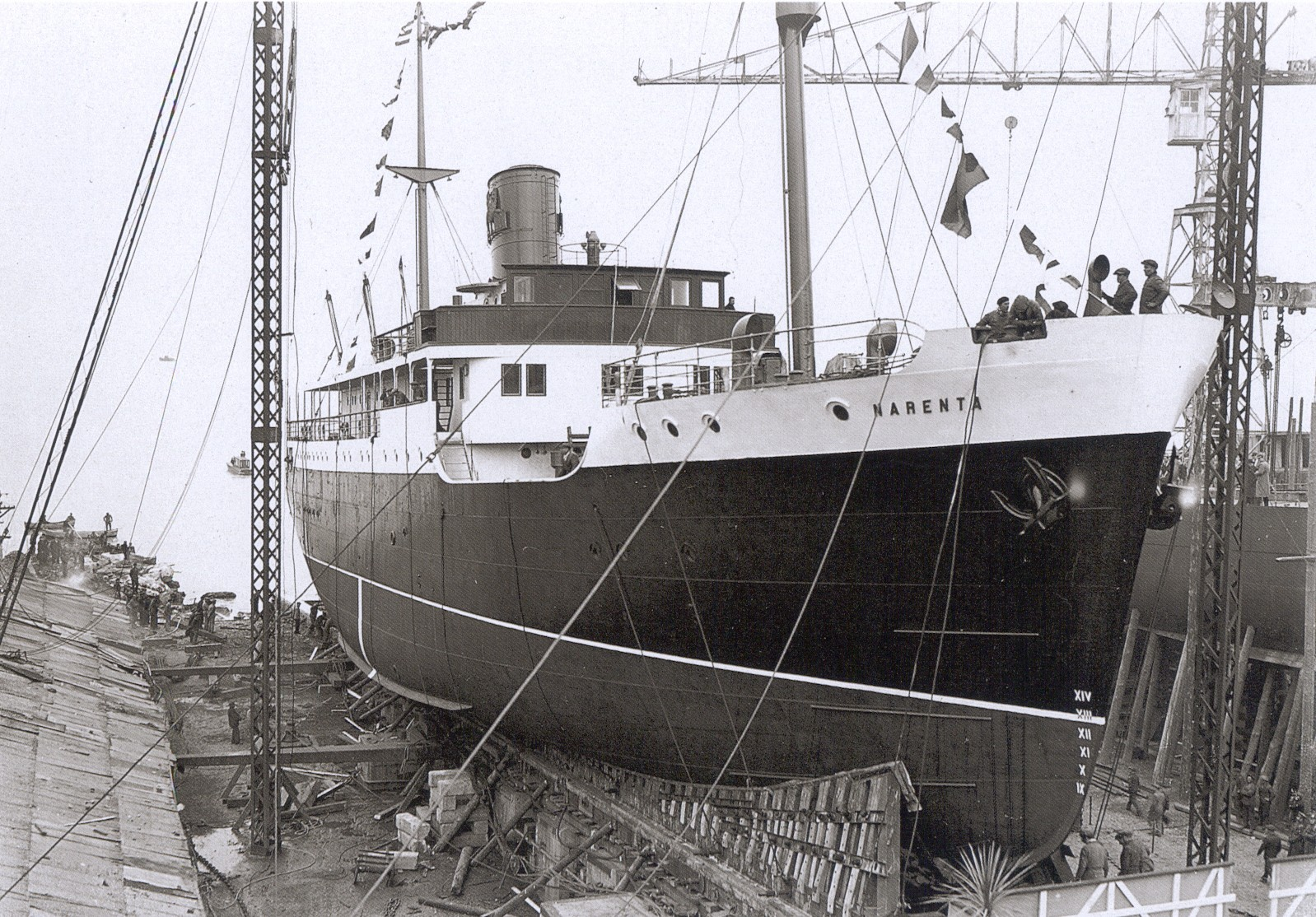
Il varo della Narenta nei Cantieri Navali Riuniti di Ancona

Il 21 gennaio 1906 venne costituita la società Cantieri Navali Riuniti, primo grande raggruppamento del settore cantieristico in Italia, che raggruppava i cantieri di Palermo, Muggiano e Ancona.

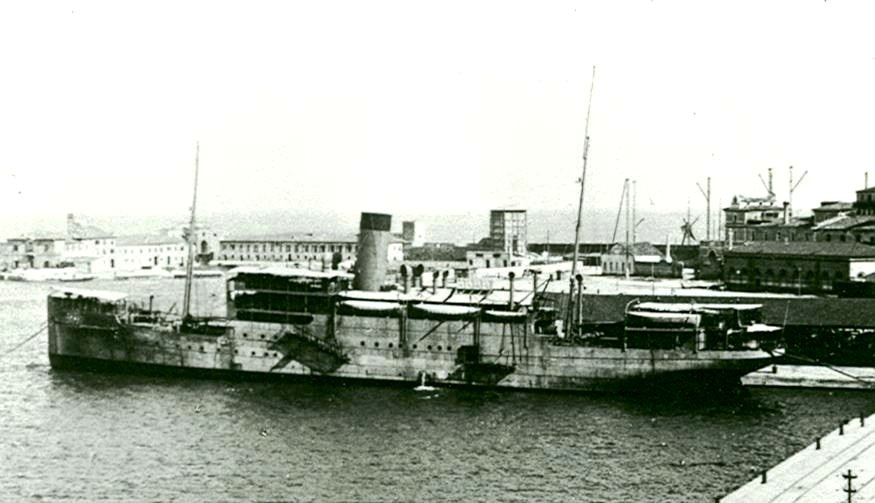
Incrociatore ausiliario Città di Bengasi in allestimento ad Ancona

Il 24 maggio 1915, giorno dell'entrata in guerra dell'Italia nel primo conflitto mondiale, la città di Ancona venne cannoneggiata dalle corazzate della Marina asburgica; per ironia della sorte alcune di quelle corazzate al termine del conflitto vennero acquisite dall'Italia come risarcimento di guerra e demolite proprio nel cantiere di Ancona. Gran parte del metallo di queste venne poi impiegato per costruire nel 1926 la struttura portante del Mercato delle Erbe cittadino. Il bombardamento austriaco causò la distruzione di tre magazzini, della sede dell'Ufficio Marittimo, di un deposito di gas e di un serbatoio d'acqua.
Durante il ventennio fascista la città di Ancona ebbe un notevole sviluppo urbanistico ed economico; anche i cantieri navali, entrati a far parte del Gruppo Piaggio, ebbero un notevole impulso, garantito dalle commesse militari per la costruzione di diverse imbarcazioni per la Regia Marina, tra cui i cacciatorpediniere Grecale e Maestrale appartenenti alla classe Maestrale, alcuni cacciatorpediniere della classe Camicia Nera e della classe Navigatori, ed inoltre gli incrociatori leggeri Pompeo Magno ed Ottaviano Augusto della classe Capitani Romani, di cui solamente il primo entrò in servizio, mentre il secondo l'8 settembre 1943 alla proclamazione dell'armistizio era ancora in costruzione.
Nel corso della seconda guerra mondiale Ancona, dopo l'armistizio, fu occupata dalle truppe tedesche e, a causa dell'importanza strategica del suo porto, subì numerosissimi bombardamenti da parte delle forze alleate, che dovevano preparare il passaggio del fronte. In particolare, il 1º novembre 1943, durante un bombardamento, in pochi minuti duemilacinquecento persone persero la vita. Nell'occasione fu affondato l’Ottaviano Augusto in costruzione (che era stato requisito dagli occupanti tedeschi). Nel dopoguerra il Pompeo Magno, sopravvissuto al conflitto, sarebbe stato invece ricostruito come conduttore di flottiglia nei Cantieri del Tirreno di Genova e ribattezzato San Giorgio con distintivo ottico D 562. Fu in servizio nella Marina Militare fino al 1980.
L'occupazione tedesca ebbe termine il 18 luglio 1944, quando le truppe della II armata polacca del generale Władysław Anders, preceduta da alcuni esploratori delle locali milizie partigiane e del Corpo Italiano di Liberazione entrarono in città
Nel dopoguerra i cantieri e il porto gravemente danneggiati durante il conflitto vennero ricostruiti.

## Fincantieri

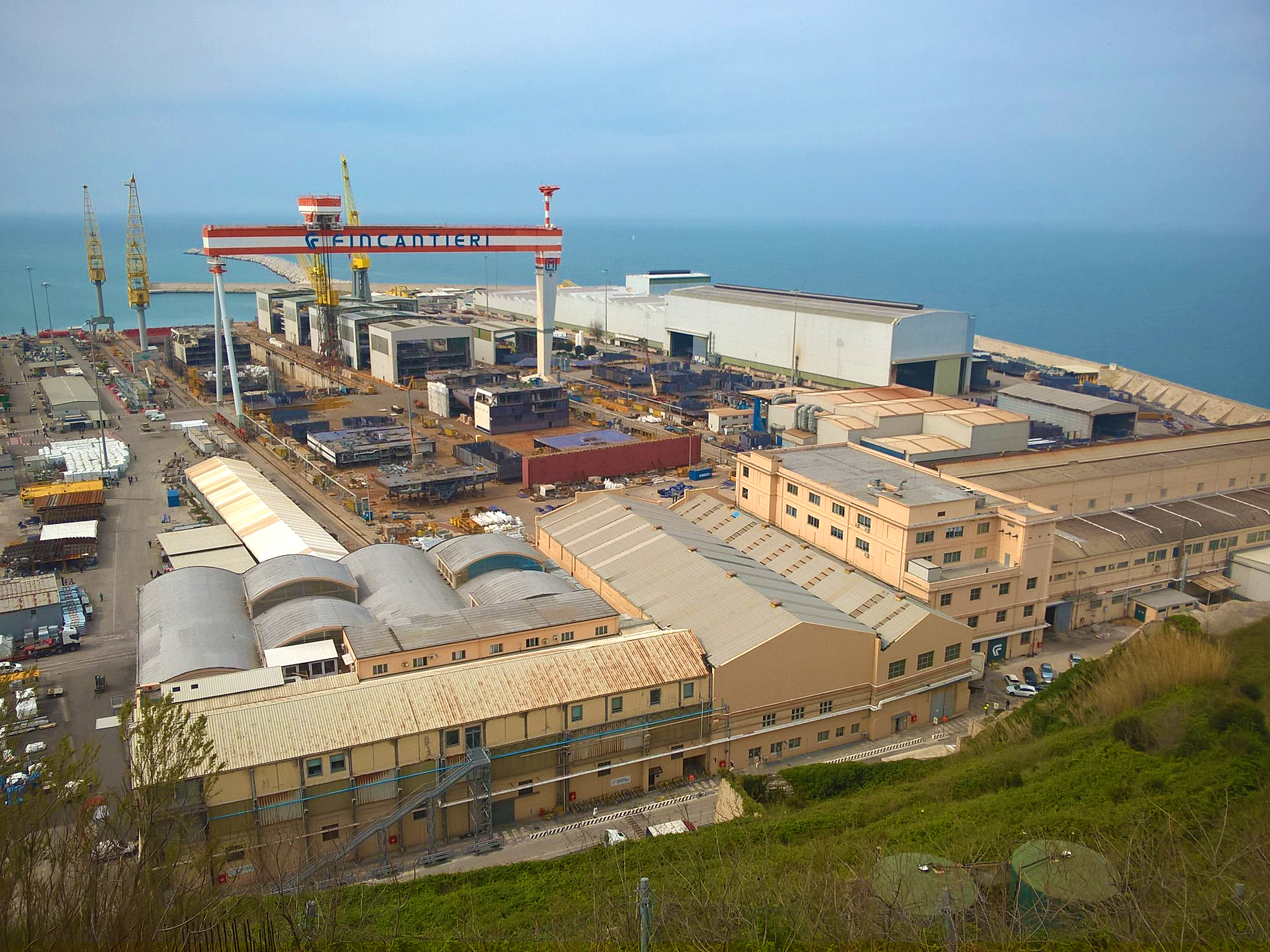
Veduta del cantiere navale di Ancona dal Belvedere prospiciente il duomo di San Ciriaco, sul Colle Guasco

Nel 1966, nelle pieghe dei provvedimenti emanati a metà degli anni sessanta per la riorganizzazione della navalmeccanica pubblica, il gruppo Piaggio, approfittando dei benefici fiscali per gli accorpamenti industriali previsti dalla legge n° 170/1965, diede vita a una nuova società per azioni, i Cantieri Navali del Tirreno Riuniti fondendo i Cantieri Navali Riuniti, con gli stabilimenti di Palermo e Ancona e i Cantieri del Tirreno con gli stabilimenti di Genova Le Grazie.
Nel 1973 in seguito alla crisi che alla fine degli anni sessanta colpì i cantieri Piaggio la società Cantieri Navali del Tirreno e Riuniti venne assorbita dall'IRI e nel 1984 da Fincantieri, che società finanziaria della cantieristica si trasforma in società operativa assumendo la denominazione di Fincantieri - Cantieri Navali Italiani S.p.A., e il controllo del settore.

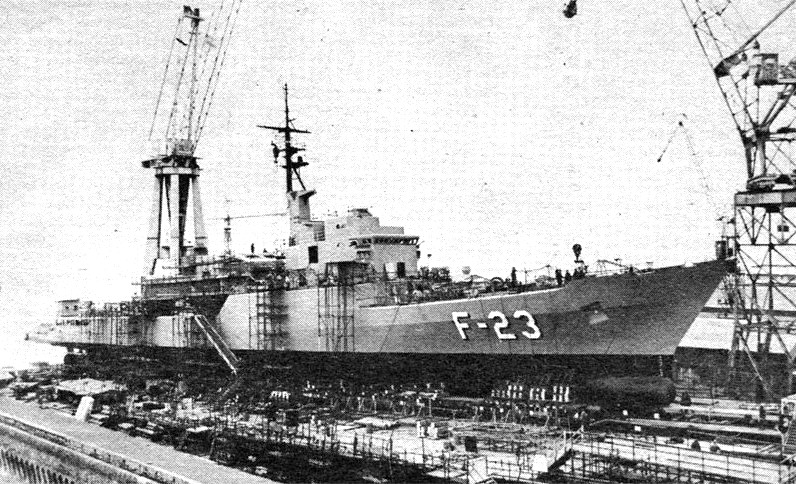
La fregata venezuelana General Urdaneta in costruzione

Tra la fine degli anni settanta e la prima metà degli anni ottanta, importanti realizzazioni sono state le fregate tipo Lupo General Urdaneta e General Salóm, costruite per la Marina venezuelana e tre delle quattro fregate dello stesso tipo ordinate dall'Iraq, che però non entrarono mai in servizio per il committente originario a causa dell'embargo, dovuto prima alla guerra Iran-Iraq e poi alla prima guerra del Golfo, e finirono per essere acquistate dalla Marina Militare nel 1994, dove sono in servizio impiegate e ufficialmente classificate come pattugliatori di squadra e costituiscono la classe Artigliere.
L'11 settembre 2011 si è tenuta nell'area dei cantieri navali la messa conclusiva del XXV congresso eucaristico nazionale celebrata da papa Benedetto XVI. A causa della forte crisi, già da alcuni mesi il cantiere non aveva più commesse e la maggior parte dei lavoratori era in cassa integrazione.
A partire dal 2020 la crisi può considerarsi superata, anche grazie alla specializzazione nella costruzione di navi da crociera.

## Navi
Elenco delle principali navi realizzate nello stabilimento: